# فرانك ويلكر
فرانك ويلكر (بالإنجليزية: Frank Welker)‏ (ولد عام 1946  م): ممثل، وممثل دوبلاج، وممثل أفلام، ومؤدي أصوات أمريكي، ولد في دنفر.

## التعليم
تعلم في كلية سانتا مونيكا.

## وصلات خارجية
- فرانك ويلكر على موقع IMDb (الإنجليزية)
- فرانك ويلكر على موقع ميتاكريتيك (الإنجليزية)
- فرانك ويلكر على موقع روتن توميتوز (الإنجليزية)
- فرانك ويلكر على موقع قاعدة بيانات الأفلام العربية
- فرانك ويلكر على موقع ألو سيني (الفرنسية)
- فرانك ويلكر على موقع ميوزك برينز (الإنجليزية)
- فرانك ويلكر على موقع تيرنر كلاسيك موفيز (الإنجليزية)
- فرانك ويلكر على موقع أول موفي (الإنجليزية)
- فرانك ويلكر على موقع قاعدة بيانات الأفلام السويدية (السويدية)
- فرانك ويلكر على موقع إن إن دي بي (الإنجليزية)